# Alsodes vanzolinii
Alsodes vanzolinii es una especie  de anfibios de la familia Leptodactylidae.

## Distribución geográfica
Se encuentra en Chile.